# Vulcano (pel·lícula)
Vulcano és una pel·lícula dirigida per William Dieterle, estrenada el 1950. Va ser rodada a les illes Eòlies l'any anterior, al mateix temps que la de Roberto Rossellini, Stromboli, amb Ingrid Bergman.

## Argument
Explica la llegenda que després que Roberto Rossellini ho deixes tot per anar-se'n amb Ingrid Bergman, Anna Magnani, que havia estat amant del director, va voler rodar aquesta pel·lícula per competir amb Stromboli terra di Dio, rodada en un entorn similar. Ambdues van passar per taquilla sense pena ni glòria però sobretot Vulcano ni tan sols es va estrenar a molts països.
L'actriu interpretava una prostituta madura que deixava la ciutat de Nàpols per retornar a la seva illa volcànica natal, però els seus veïns la rebutjaven. L'únic que semblava acceptar-la era un guapo bussejador (Rossano Brazzi). La pel·lícula va servir per desenvolupar unes noves càmeres que es van fer servir, a partir d'aleshores, en moltes pel·lícules que incloïen escenes submarines.

## Repartiment
- Anna Magnani: Maddalena Natoli
- Rossano Brazzi: Donato
- Geraldine Brooks: Maria
- Eduardo Ciannelli: Giulio
- Adriano Ambrogi: Don Antonio
- Lucia Belfadel: Carmela
- Cesare Giuffre: Alvaro
- Enzo Staiola: Nino